# Masters de Canadá 1985
El Abierto de Canadá 1985 (también conocido como 1985 Player's Canadian Open por razones de patrocinio) fue un torneo de tenis jugado sobre pista dura. Fue la edición número 96 de este torneo. El torneo masculino formó parte del circuito ATP. La versión masculina se celebró entre el 12 de agosto y el 18 de agosto de 1985.

## Campeones

### Individuales masculinos
John McEnroe vence a  Ivan Lendl, 7–5, 6–3.

### Dobles masculinos
Ken Flach /  Robert Seguso vencen a  Stefan Edberg /  Anders Järryd, 7–5, 7–6.

### Individuales femeninos
Chris Evert-Lloyd vence a  Claudia Kohde-Kilsch, 6–4, 4–6, 6–1.

### Dobles femeninos
Gigi Fernández /  Martina Navratilova vencen a  Marcella Mesker /  Pascale Paradis, 6–4, 6–0.